# Marsha Warfield
Marsha Warfield (* 5. März 1954 in Chicago, Illinois) ist eine US-amerikanische Schauspielerin und Komikerin.

## Leben
Warfield begann ihre Karriere 1977 als Stand-up-Comedian in der Richard Pryor Show. Nach einigen kleineren Rollen erhielt sie 1983 die Rolle der Ophelia in Joel Schumachers Filmkomödie Die Chaotenclique. Im Jahr darauf spielte sie in der Fernsehserie Trio mit vier Fäusten nach dem Ausscheiden von Anne Francis den Skipper der Contessa, die Rolle wurde jedoch nach einigen Episoden fallengelassen.
1985 war sie in einer Nebenrolle in Peter Bogdanovichs Filmdrama Die Maske an der Seite von Cher und Eric Stoltz zu sehen. Bekanntheit auch beim deutschsprachigen Publikum erlangte sie als Gerichtsbeamtin Rosalind „Roz“ Russell in der Sitcom Harrys wundersames Strafgericht, die sie zwischen 1986 und 1992 in 131 Folgen spielte. Dazwischen spielte sie 1988 in der Filmkomödie Caddyshack II. Nach dem Ende der Serie stellte sie in den letzten beiden Staffeln der Sitcom Harrys Nest in 50 Folgen Dr. Maxine Douglas dar. Zwischen 1990 und 1992 war sie zudem Gastgeberin der Talkshow The Marsha Warfield Show. Zuletzt war sie in Gastrollen in verschiedenen Fernsehserien wie Clueless – Die Chaos-Clique und Veronica zu sehen.

## Filmografie (Auswahl)
- 1977: The Richard Pryor Show (Fernsehserie, 3 Folgen)
- 1982: Halt’s Maul, Boss! (They Call Me Bruce?)
- 1983: Die Chaotenclique (D.C. Cab)
- 1984: Trio mit vier Fäusten (Riptide, Fernsehserie, 4 Folgen)
- 1985: Die Maske (Mask)
- 1986–1992: Harrys wundersames Strafgericht (Night Court, Fernsehserie, 136 Folgen)
- 1988: Caddyshack II
- 1993–1995: Harrys Nest (Empty Nest, Fernsehserie, 50 Folgen)
- 1996: Ein Hauch von Himmel (Touched by an Angel)
- 1997: Asteroidenfeuer – Die Erde explodiert (Doomsday Rock)
- 1997: Verrückt nach dir (Mad About You)
- 1998: Clueless – Die Chaos-Clique (Clueless)
- 1999: Veronica (Veronica's Closet)
- 2021–2022: 9-1-1: Notruf L.A. (9-1-1, Fernsehserie, 7 Folgen)